# Agalenocosa fallax
Agalenocosa fallax är en spindelart som först beskrevs av Ludwig Carl Christian Koch 1877.  Agalenocosa fallax ingår i släktet Agalenocosa och familjen vargspindlar.
Artens utbredningsområde är Queensland. Inga underarter finns listade i Catalogue of Life.